# District de Nanshan (Shenzhen)
Pour le district de la province du Heilongjiang, voir District de Nanshan (Hegang).
Le district de Nanshan (南山区 ; pinyin: Nánshān Qū, Montagne du Sud), est l'une des dix subdivisions administratives de la ville de Shenzhen dans la province du Guangdong en Chine. Le district, bordé par le Delta de la rivière des Perles au sud et à l'ouest, est situé dans la zone économique spéciale, entre Bao'an au nord, et Futian à l'est.
Nanshan offre plusieurs parcs à thème : Splendid China, Window of the World.
Le quartier de Shekou (蛇口 街道), très populaire, et très apprécié des étrangers, possède de nombreux bars et restaurants internationaux.

## Divisions administratives
Nanshan se compose de huit sous-districts :
- Nantou (南 头 街道), siège du gouvernement municipal,
- Nanshan (南山 街道),
- Shahe (沙河 街道),
- Shekou (蛇口 街道),
- Zhaoshang (招商 街道),
- Yuehai (粤海 街道),
- Taoyuan (桃源 街道),
- Xili (西丽 街道).

## Éducation

### Universités
Huit des 11 universités de Shenzhen à temps plein sont sur Nanshan :
- Université de Shenzhen,
- Shenzhen Polytechnic,
- Université de la Ville de Shenzhen,
- Université de Tsinghua,
- Université de Pékin,
- Harbin Institute of Technology,
- Collège financier de l'Université Nankai,
- Shenzhen Virtual University Park,

### Écoles primaires
- Yueliangwan, 月亮湾 小学,
- Nanshan,南山 小学,
- Nanyuan, 南 园 小学,
- Xiangnan, 向南 小学,
- Nanshan (expérimentale), 南山 实验 小学,
- Qianhai, 前 小学 海,

### Écoles intermédiaires
"Middle School" peut se référer aux classes d'âge 7-9 et/ou 10-12 :
- Shenzhen Yucai école 深圳 育才 学校, la plus grande, école de Nanshan Dirstrict.
- Shenzhen école expérimentale 深圳 实验 学校 高中 部,
- Lixiang Middle School 荔 香 中学,
- Nantou Middle School 南 头 中学,
- octobre Middle School 华侨城 中学,
- Shekou Middle School 蛇口 中学,
- NanShan ShenZhen Bilingue, Centre International de Cambridge, (CIC), Middle School.

### Écoles secondaires privées
Les quatre écoles secondaires internationales privées sont :
- L'Ecole Internationale de Nanshan de Shenzhen (ISNS) (ex-International School of Sino-Canada),
- ShenZhen NanShan Bilingual School, Centre International de Cambridge, (CIC), A - Niveau,
- SIS, Shekou International School,
- QSI, Quality International School.

Ces écoles secondaires offrent toutes des programmes britanniques ou nord-américains, du Cambridge International Centre (CIC), de Niveau A, avec l'anglais comme langue d'enseignement

## Tourisme
- Window of the world, 世界之窗,
- Xili 西丽/西麗 : Shenzhen Safari Park...
- Temple Guandi, 关帝庙,
- Tomb of the Young Song Emperor (宋少帝陵; Sòng Shǎo Dì Líng), à Chiwan (Shekou),
- Tin Hau Temple (赤湾天后宫), à Chiwan (Shekou),
- Left Fort (赤湾左炮台), à Chiwan (Shekou),
- Vieille vile de Xin'an (Nantou), Xin'an Ancient City, (新安 (南 头) 古城; Xin'an (Nantou Gǔchéng). Xin'an a été autrefois ville de comté, ayant sous son contrôle Hong Kong et Shenzhen. La ville existe depuis le IVe siècle. La vieille ville a été globalement démolie, et remplacée par des immeubles résidentiels dans le style de «village urbain» de style. Pourtant, Xin'an conserve encore un peu de la saveur d'une ville cantonaise, avec ses rues animées, ses rues étroites. Le mur de la dynastie Ming, et la porte monumentale ont été préservées, tout comme le Temple de Guan Yu, à l'extérieur des portes, le quartier-général naval et civil, une boutique d'argenterie, une fumerie d'opium, et même un bordel. La "rue des fleurs" (XVIIIe siècle) mérite la visite, ainsi que l'étroite rue des bordels, avec une stèle officielle (du XVIIIe siècle) dénonçant les maux de la prostitution.